# Lotos (Satellit)

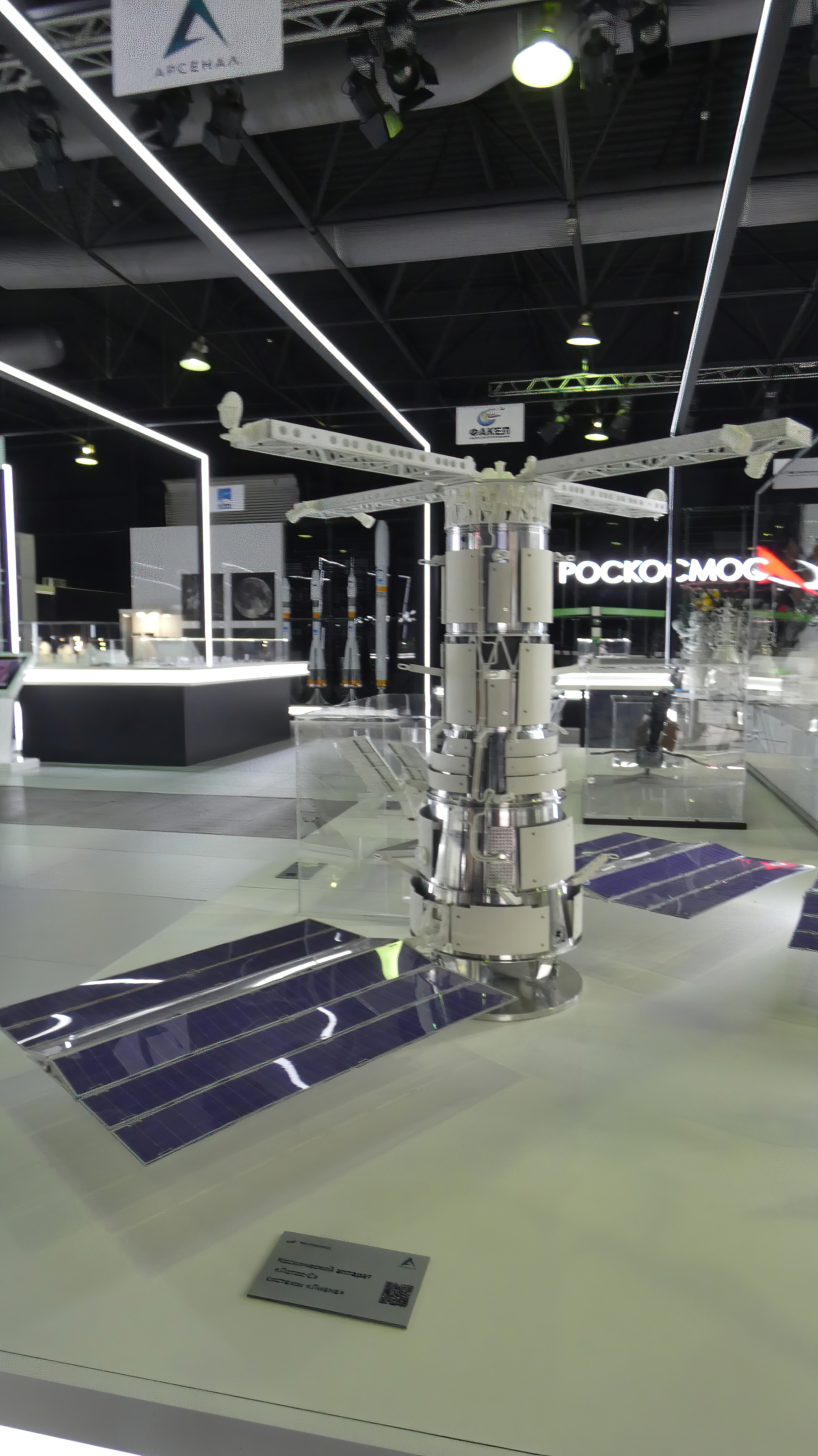
Modell eines Lotos-S-Satelliten bei der MAKS-2021-Flugmesse

Lotos (rus. Лотос) ist die Bezeichnung für eine Baureihe von militärischen SIGINT-Aufklärungssatelliten Russlands.

## Technik
Die Satelliten werden gemeinsam von ZKB Progress in Samara (Satellitenbus) und PLC Arsenal in St. Petersburg (Nutzlast) hergestellt. Diese sollen sowohl die Aufklärungssatelliten der Tselina-2-Klasse als auch der Pion-NKS/US-PM/US-PU/Legenda ablösen. Sie basieren auf dem Jantar-Aufklärungssatelliten und sollen ein neues Aufklärungsnetz mit der Bezeichnung „Liana“ bilden. Als Sekundärnutzlast dürfte Lotos noch eine wissenschaftliche Nutzlast mit an Bord haben, nämlich einen Detektor für kosmische Strahlung mit der Bezeichnung „Nuklon“. Der erste gestartete Satellit vom Typ Lotos-S (GRAU-Index 14F138) war ein noch nicht vollständig ausgerüstete Entwicklungsmuster. Alle weiteren bislang gestarteten Satelliten der Baureihe tragen die Bezeichnung Lotos-S1 (14F145).

## Startliste
Dies ist eine Liste aller bis Dezember 2024 gestarteten Lotos-Satelliten.
| Nr. | Bezeichnung | COSPAR    | GRAU-Index | Startdatum (UTC)         | Trägerrakete | Startplatz | Anmerkungen           |
| --- | ----------- | --------- | ---------- | ------------------------ | ------------ | ---------- | --------------------- |
| 801 | Kosmos 2455 | 2009-063A | 14F138     | 20. November 2009, 10:44 | Sojus U      | Plessezk   | Erfolg (Testsatellit) |
| 802 | Kosmos 2502 | 2014-086A | 14F145     | 25. Dezember 2014, 03:01 | Sojus 2.1b   | Plessezk   | Erfolg                |
| 803 | Kosmos 2524 | 2017-076A | 14F145     | 2. Dezember 2017, 10:43  | Sojus 2.1b   | Plessezk   | Erfolg                |
| 804 | Kosmos 2528 | 2018-082A | 14F145     | 25. Oktober 2018, 00:15  | Sojus 2.1b   | Plessezk   | Erfolg                |
| 805 | Kosmos 2549 | 2021-008A | 14F145     | 2. Februar 2021, 20:45   | Sojus 2.1b   | Plessezk   | Erfolg                |
| 806 | Kosmos 2554 | 2022-036A | 14F145     | 7. April 2022, 11:20     | Sojus 2.1b   | Plessezk   | Erfolg                |
| 807 | Kosmos 2565 | 2022-163A | 14F145     | 30. November 2022, 21:10 | Sojus 2.1b   | Plessezk   | Erfolg                |
| 808 | Kosmos 2570 | 2023-165A | 14F145     | 27. Oktober 2023, 06:04  | Sojus 2.1b   | Plessezk   | Erfolg                |
| 809 | Kosmos 2580 | 2024-230A | 14F145     | 4. Dezember 2024, 17:59  | Sojus 2.1b   | Plessezk   | Erfolg                |